# Giedniówka
Giedniówka – struga w północno-wschodniej Polsce, prawy dopływ Łydyni o długości 18,59 km. Płynie przez Nizinę Północnomazowiecką, w powiecie mławskim w województwie mazowieckim.
Struga ma swoje źródła w okolicach wsi Końce, a do Łydyni wpada w okolicy wsi Żmijewo-Kuce.